# Eva Merthen
Eva Merthen, kallad hertiginnan av Finland, född 8 september 1723, död 15 oktober 1811 i Stralsund, var en finländsk celebritet. 
Hon är känd för sitt förhållande till den ryktbare generalen James Keith. Denne hade 1742 i spetsen för de ryska trupperna under Lilla ofreden besatt Åbo, där hennes far Carl Merthen var borgmästare. Beskriven som välutbildad, "skön och full av behag", var hon en stjärna vid de fester som under vinterns lopp anställdes av de främmande officerarna. Hon ingick därunder en intim förbindelse med Keith. Eva Merthen anses med sitt inflytande över honom ha bidragit till den milda politik han bedrev under ockupationen av Finland. Keith gav henne i allt, med undantag av vigseln, en makas ställning, och hon behandlades, i synnerhet sedan han 1746 övergått i preussisk tjänst, med stor aktning av hans omgivning. 
Efter Keiths död 1758 ingick hon 1760 äktenskap med lantrådet Johann David von Reichenbach (1719–1807) i Stralsund. Hon dog där 88 år gammal. 
Hennes öden är romantiserade i Zacharias Topelius roman Hertiginnan av Finland (1850). Hon fungerar också som nyckelperson i Suomen herttuattaren arvoitus : suomalaisia naiskohtaloita 1700-luvulta ("Finlands hertiginnas gåta : finländska kvinnoöden på 1700-talet") av Kirsi Vainio-Korhonen, som namngett boken efter henne.